# Wälder westlich des Ratzeburger Sees
Wälder westlich des Ratzeburger Sees este o arie protejată (arie specială de conservare — SAC, sit de importanță comunitară — SCI) din Germania întinsă pe o suprafață de 336 ha, integral pe uscat.

## Localizare
Centrul sitului Wälder westlich des Ratzeburger Sees este situat la coordonatele 53°43′57″N 10°41′17″E / 53.7325°N 10.6881°E.

## Înființare
Situl Wälder westlich des Ratzeburger Sees a fost declarat sit de importanță comunitară în septembrie 2004 pentru a proteja 1 specie de animale. Situl a fost protejat și ca arie specială de conservare în ianuarie 2010.

## Biodiversitate
Situată în ecoregiunea continentală, aria protejată conține 4 habitate naturale: Păduri de fag Asperulo-Fagetum, Păduri de stejar sau de stejar și carpen sub-atlantice și medio-europene de Carpinion betuli, Păduri pe pante, grohotișuri și ravene de Tilio-Acerion, Păduri aluvionare cu Alnus glutinosa și Fraxinus excelsior (Alno-Padion, Alnion incanae, Salicion albae).
La baza desemnării sitului se află o specie protejată de  amfibieni: triton cu creastă (Triturus cristatus).